# کاریایی‌ها

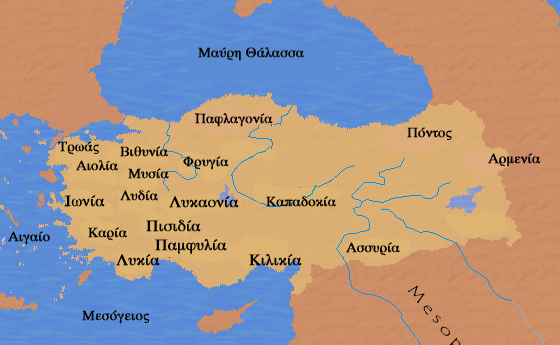
منطقه کاریا

کاریایی‌ها (یونانی Κάρες; Kares)ساکنان کاریا بوده‌اند.

## افسانه
بر پایه روایت، کاریان نامی است برگرفته از نام کار، یکی از نخستین پادشاهان افسانه‌ای ایشان (هرودوت ۱/۱۷۱).